# Distretto di Hoima
Il distretto di Hoima è un distretto dell'Uganda, situato nella Regione occidentale.